# Anette Carlson
Anette Viola Persson Carlson, född 2 maj 1962 i Sandhults församling, Älvsborgs län, är en svensk politiker (moderat), bosatt i Borås. Sedan 2010 är hon kommunalråd och vice ordförande i kommunstyrelsen i Borås kommun.
Carlson sitter sedan 1985 i Borås kommunfullmäktige och har tidigare bland annat varit förtroendevald i kommunstyrelse, kommundelsnämnd och som ordförande för m-kvinnorna i Sjuhäradsbygden.